# Zelёnaja kareta
Zelёnaja kareta (Зелёная карета) è un film del 1967 diretto da Jan Borisovič Frid.